# James Curtis (auteur)
Ne doit pas être confondu avec James Curtiss.
Pour les articles homonymes, voir James Curtis et Curtis.
James Curtis, pseudonyme de Geoffrey Basil Maiden, né le 4 juillet 1907 à Sturry dans le Kent et mort en 1977 dans le quartier de Camden à Londres, est un écrivain et un scénariste britannique de roman policier.

## Biographie
Il grandit dans le Kent et déménage à Londres pour y terminer ses études avant de s’y installer définitivement. Il tente de devenir acteur et fait de la figuration pour le cinéma et apparaît ainsi, non crédité, au générique de deux films en 1934. Constatant son manque de réussite dans cette voie, il prend le pseudonyme de James Curtis et débute comme écrivain à l’âge de vingt-neuf ans. Prolifique auteur, il signe cinq romans en trois années.
Comme scénariste, il amorce sa carrière en participant à l’adaptation de deux de ses romans au cinéma. Il travaille d’abord sur le film They Drive by Night d’Arthur B. Woods en 1938, puis sur There Ain't No Justice de Pen Tennyson (en) en 1939. En 1940, il signe à plusieurs mains le scénario de L'aventure est commencée de Tim Whelan.
Contraint par la Seconde Guerre mondiale de cesser son activité de romancier et de scénariste, il s’engage alors dans l’armée. Il est amené à se déplacer en France et en Birmanie. Il quittera l’armée avec le grade de major.
Au retour de la guerre, deux de ses romans sont traduits en France. There Ain't No Justice, un récit sur la boxe, devient Y’a pas de justice aux Éditions du Scorpion en 1949 et They Drive By Night, l’histoire de la cavale de Tout p’tit Matthews pris en stop par un camionneur, est publié à la Série noire sous le titre Poids lourd en 1951. Pour Paul Maugendre si « malgré certaines longueurs, notamment les passages dans lesquels l'auteur s'efface, laissant libre cours aux pensées de ses personnages, Poids lourd s'inscrit dans la catégorie très bon roman. Si la conduite des camions et quelques péripéties datent un peu, on retiendra toutefois les problèmes actuels des routiers toujours confrontés aux mouchards et aux impératifs horaires ».
Curtis peine pourtant à se réhabituer à la vie civile et quotidienne. Sa prometteuse carrière d’écrivain est désormais derrière lui. En manque d’inspiration, il finit par divorcer et tombe dans une certaine marginalité. Il exerce divers métiers et est notamment portier pour différents hôtels londoniens. Il publie un dernier roman en 1956 qui ne connaît pas le succès. Il décède dans une relative indifférence en 1977 dans le quartier de Camden Town à Londres.

## Œuvre

### Romans
- The Gilt Kid (en) (1936)
- You’re in the Racket Too (1937)
- There Ain't No Justice (en) (1937) Publié en français sous le titre Y’a pas de justice, traduction de Hélène Hécat, Paris, Éditions du Scorpion, Les Romans noirs, 1949.
- They Drive By Night (en) (1938) Publié en français sous le titre Poids lourd, traduction de François Gromaire et Henri Robillot, Paris, Gallimard, Série noire no 111, 1951, réédition Carré noir no 75, 1972.
- What Immortal Hand (1939)
- Look Long Upon a Monkey (1956)

## Filmographie

### Adaptations
- 1938 : They Drive by Night, film britannique réalisé par Arthur B. Woods d’après le roman éponyme, avec Emlyn Williams.
- 1939 : There Ain't No Justice, film britannique réalisé par Pen Tennyson (en) d’après le roman éponyme.

### Autre scénario
- 1940 : L'aventure est commencée (Ten Days in Paris), film britannique réalisé par Tim Whelan

### Comme acteur
- 1934 : L'Ennemi public no 1 (Manhattan Melodrama) de W. S. Van Dyke
- 1934 : Fugitive Lady d'Albert S. Rogell

## Sources
- Claude Mesplède et Jean-Jacques Schleret (Éd. rév. de: SN, voyage au bout de la Noire), Les auteurs de la Série noire, 1945-1995, Nantes, Joseph K, coll. « Temps noir », 1996, 627 p. (ISBN 978-2-910-68611-6, OCLC 300207570), p. 120-121.
- Claude Mesplède, Les Années "Série noire" : bibliographie critique d'une collection policière, vol. 1 : 1945-1959, Amiens, Editions Encrage, coll. « Travaux » (no 13), 1992 (ISBN 978-2-906-38934-2), p. 89.